# Georg Überacker

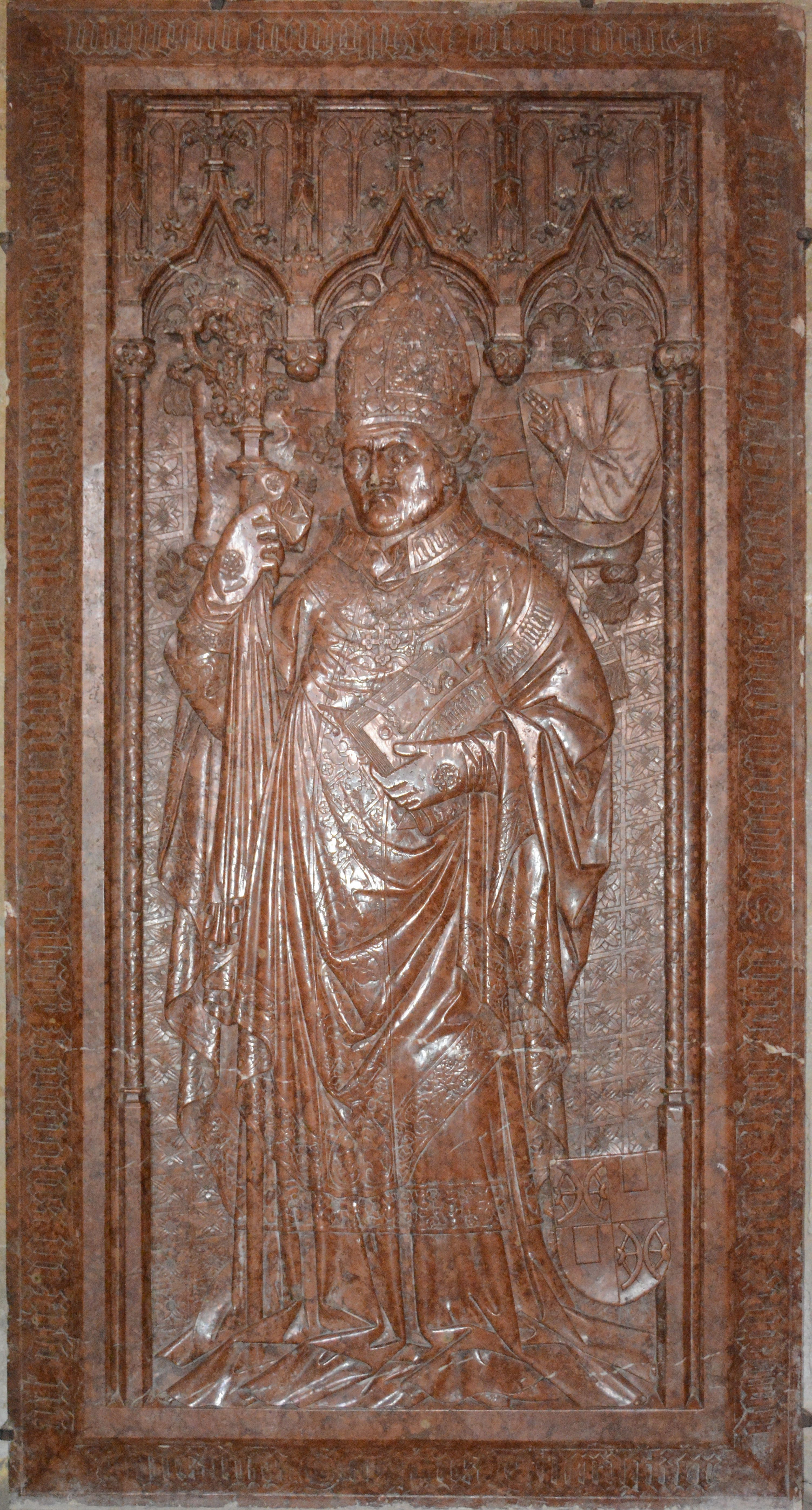
Grabplatte Bischof Georg Überacker, Basilika Seckau, rechtes Seitenschiff

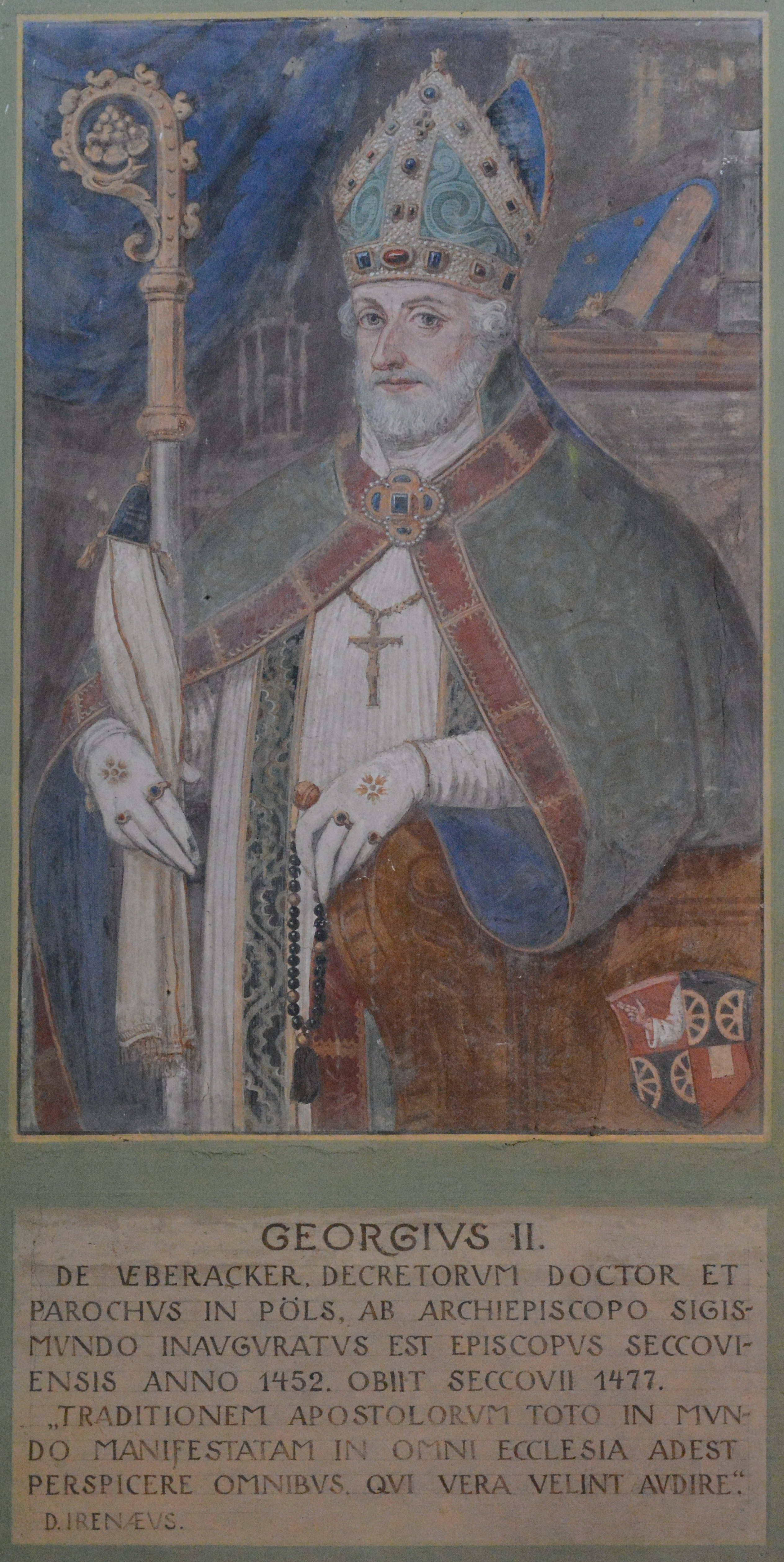
Halbfigurenportrait Bischof Georg II. Überacker, Basilika Seckau, Bischofskapelle (Darstellung um 1595)

Georg Überacker († 31. Januar 1477 in Seckau) war als Georg II. Bischof von Seckau.
Georg Überacker entstammte einem bayrisch-salzburgischen Ministerialengeschlecht und wurde wahrscheinlich in der Burg Übersberg (heute Ruine) in Kärnten geboren. Ab 1433 studierte er in Wien, von 1444 bis 1452 hatte er die Pfarre Pöls und ab 1456 die Pfarre Radkersburg inne und wurde Hofkaplan König Friedrichs III., der ihn 1457 unter besonderen Schutz stellte. 1448 erhielt er ein Kanonikat in Freising.
Am 1. April 1452 ernannte ihn der Salzburger Erzbischof Friedrich IV. Truchsess von Emmerberg zum Bischof von Seckau. Georg Überacker wird in allen Quellen als hochgebildet und hervorragender Verwalter des Bistums genannt und war häufig in kaiserlichen oder päpstlichen Aufträgen als Schiedsrichter und Jurist tätig, so auch beim Kanonisierungsprozess der Hemma von Gurk.
Georg Überacker verstarb am 31. Januar 1477 in Seckau und wurde im Seckauer Dom beigesetzt.